# Ubida amochla
Ubida amochla är en fjärilsart som beskrevs av Turner 1922. Ubida amochla ingår i släktet Ubida och familjen Crambidae. Inga underarter finns listade i Catalogue of Life.